# Африканыч
«Африканыч» — советский полнометражный телевизионный художественный фильм, поставленный на Киностудии «Ленфильм» в 1970 году режиссёром Михаилом Ершовым по мотивам повести писателя Василия Белова «Привычное дело».

## Сюжет
Иван Африканыч всю жизнь прожил в деревне с женой Катериной в любви и согласии. Катерина родила ему седьмого ребёнка, а потом заболела. Африканыч решил поехать на заработки на Север, но по пути в Мурманск понял, что без Катерины и родного дома жить не может. Вернувшись домой через три дня, Африканыч узнаёт, что его жена Катерина умерла.

## Роли
- Николай Трофимов — Африканыч
- Ирина Бунина — Катерина, его жена
- Олег Белов — Мишка
- Герман Орлов — Митька
- Лариса Буркова — Дарья

## В эпизодах
- Александр Афанасьев — Кузьмич
- Антонина Павлычева — мать Африканыча
- Любовь Тищенко — Нюша
- Павел Первушин — Пятак, приятель Африканыча
- С. Голубев — старик-односельчанин
- Вера Кузнецова — мать Нюши
- Александр Липов — прохожий собеседник Африканыча
- Юрий Оськин — лейтенант
- Любовь Малиновская — продавщица в сельпо
- Юрий Башков — председатель колхоза (в титрах не указан)
- Олег Хроменков — контроллёр (в титрах не указан)

## Съёмочная группа
- Автор сценария — Арнольд Витоль, при участии Виктора Соколова.
- Постановка Михаила Ершова
- Главный оператор — Анатолий Назаров
- Главный художник — Михаил Иванов
- Режиссёр — Арнольд Дашкевич
- Звукооператор — Галина Голубева
- Композитор — Вениамин Баснер
- Операторы: Константин Соловьёв, В. Амосенко
- Грим А. Ершовой
- Художник-декоратор — И. Корзаков
- Ассистент режиссёра — Л. Чумак
- Монтаж Александра Ивановского, О. Амосовой
- Редактор — Ирина Тарсанова
- Директор картины — И. Шорохов

## Технические данные
Съёмки фильма происходили в деревне Даймище Гатчинского района Ленинградской области, а также на соседней с ней станции Сиверская (эпизоды) и в съёмочных павильонах в Ленинграде (сцены внутри помещений)